# Roderich Müller-Guttenbrunn
Roderich Müller-Guttenbrunn (* 3. Februar 1892 in Wien; † 7. Februar 1956) war ein österreichischer Schriftsteller, der auch unter den Pseudonymen Roderich Meinhart und Dietrich Arndt veröffentlichte.

## Leben
Roderich Müller-Guttenbrunn war Sohn des damals bekannten Dichters Adam Müller, der sich nach seinem Geburtsort Guttenbrunn im Banat „Adam Müller-Guttenbrunn“ nannte. Roderich verbrachte ab 1902 einige Jahre seiner Jugendzeit in Freistadt, wo er das Gymnasium besuchte und im „Studentenkonvikt“ (einem teuren Studentenheim der Stadt), später aber auch privat in einer Studentenbude wohnte. Die Erlebnisse dieser Zeit finden ihren Niederschlag im Roman Die vergessene Stadt.
Nach einigen Wirrnissen und Schulwechseln maturierte er schließlich 1912 im Gymnasium in Krumau an der Moldau. Im Ersten Weltkrieg war er Artillerieoffizier und arbeitete nach dem Krieg als freischaffender Schriftsteller und Journalist bei der Linzer Morgenpost. Er veröffentlichte ab 1919 eigene Werke im Verlag Theodor Weicher, allerdings unter den Pseudonymen Roderich Meinhart und Dietrich Arndt, da er kein Nutznießer seines bekannten Vatersnamens sein wollte.
So entstand auch 1921 der Roman Die vergessene Stadt, den er unter seinem wirklichen Namen viel später (1943) mit dem Titel Die Studenten von Hohenstadt (leicht abgeändert) noch einmal auflegen ließ. Anfang der 1930er übersiedelte Müller-Guttenbrunn als Journalist von Linz nach Wien und wohnte in Weidling. Er näherte sich immer mehr deutschnationalem und nationalsozialistischem Gedankengut an (was in Die Studenten von Hohenstadt klar zu erkennen ist). Im August 1940 avancierte er zum Geschäftsführer des Landesverbandes Ostmark im RDP (Reichsverband der Deutschen Presse) an der Seite von Walter Petwaidic.

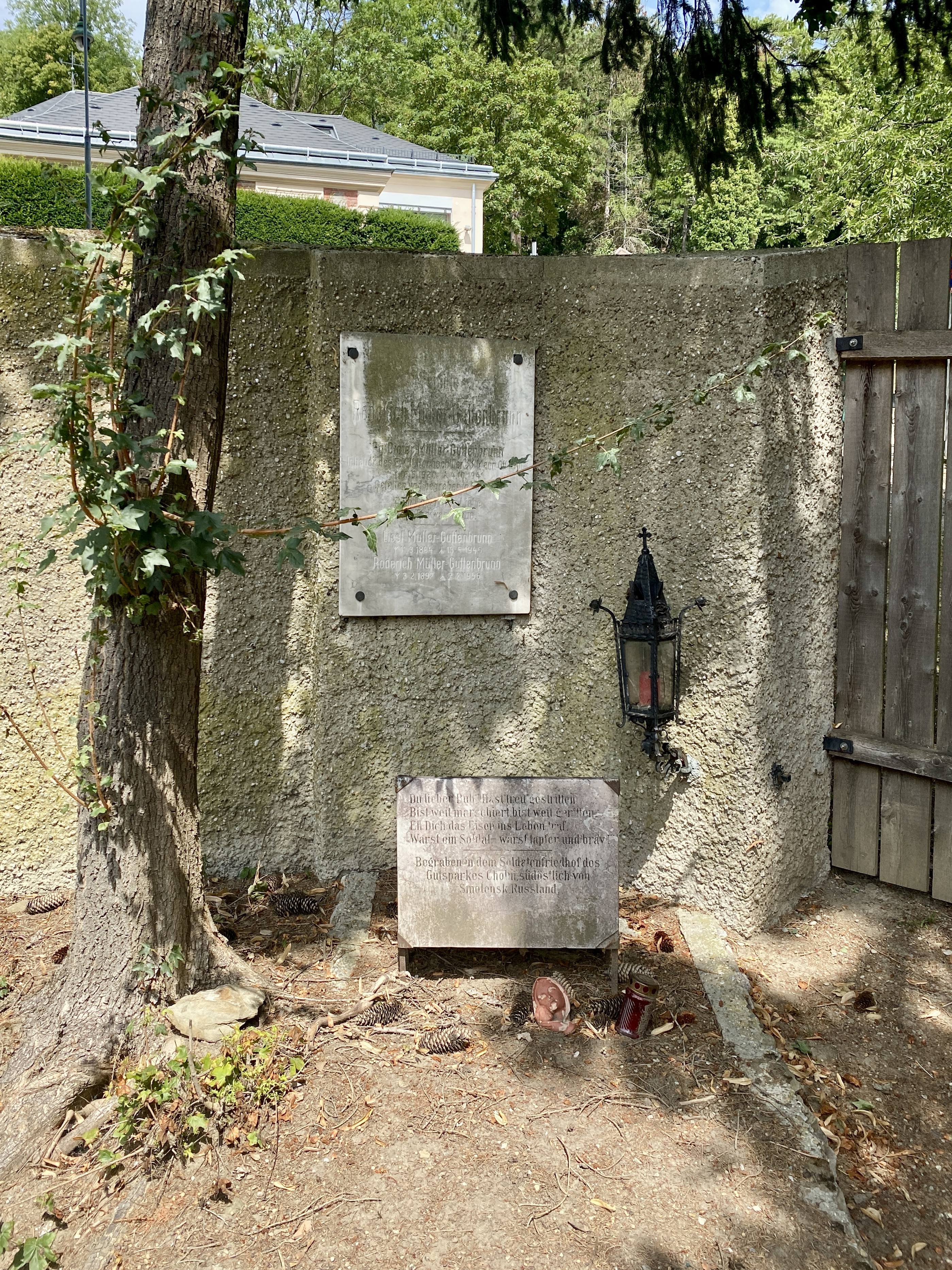
Grab von Roderich Müller-Guttenbrunn

Nach dem Zusammenbruch des Deutschen Reiches verließ Müller-Guttenbrunn mit seiner Familie Weidling und lebte fortan auf Schloss Wildberg im Haselgraben (im Mühlviertel). Roderich Müller-Guttenbrunn starb am 7. Februar 1956 gerade 64-jährig nach schwerer Krankheit und ist auf dem Weidlinger Friedhof begraben.
Seine Schriften Kommen wird der Tag (1921) und Die Weltverschwörer (1926) wurden in der Sowjetischen Besatzungszone, Umsturz im Juli (1930) und Die Studenten von Hohenstadt (1943) in der Deutschen Demokratischen Republik auf die Liste der auszusondernden Literatur gesetzt.

## Werke
- Nach der Heimat möcht' ich wieder!, Roman, Verlag Th. Weicher, Leipzig, 1919, DNB 575182857
- Die am Wege blieben, Novellensammlung, Verlag Th. Weicher, Leipzig, 1920, DNB 575182830
- Untergang, Drama, Verlag Th. Weicher, Leipzig, 1921, DNB 366848984
- Wiener Totentanz, Roman, Verlag Th. Weicher, Leipzig, 1921, DNB 575182881 (als Roderich Meinhart)
- Die vergessene Stadt, Roman, Verlag Th. Weicher, Leipzig, 1921 DNB 575182865 (als Roderich Meinhart) ≈
≈ Die Studenten von Hohenstadt, Leopold Stocker Verlag, Graz/Leipzig, 1943 (unter seinem richtigen Namen)
- Kommen wird der Tag! Die Geschichte der nächsten deutschen Befreiung, Zukunftsroman, Verlag Th. Weicher, Leipzig, 1921, DNB 57631997X (als Dietrich Arndt)
- Knappenbüchlein, Bärenreiter-Verlag, Augsburg, 1924, DNB 576319481 (unter seinem richtigen Namen)
- Madonna Einsamkeit, Roman, Verlag Th. Weicher, Leipzig, 1924, DNB 576319961 (als Roderich Meinhart)
- Die Weltverschwörer. Ein Judenroman, Leopold Stocker Verlag, Graz/Leipzig, 1926, DNB 576319996 (als Dietrich Arndt)
- Umsturz im Juli, Heimatschutzverband für Kärnten, Klagenfurt, 1930, DNB 576319988
- Bagage. Reigen um eine Sängerin., Fiba-Verlag, Wien, 1931, DNB 575182822 (als Dietrich Arndt)
- Der Mensch ist schlecht!?, Roman, Antaios-Verlag, Leipzig, 1932, DNB 575182849